# Hindsight (album)
Albums de Anathema
A Natural Disaster
(2003) We're Here Because We're Here
(2010)
Hindsight est la troisième compilation acoustique du groupe anglais de metal alternatif Anathema, publié le 19 août 2008 aux États-Unis et le 25 août 2008 au Royaume-Uni, par Peaceville Records et Kscope.

## Liste des chansons
Toute la musique est composée par Anathema.
| No  | Titre                               | Durée |
| --- | ----------------------------------- | ----- |
| 1.  | Fragile Dreams                      | 5:30  |
| 2.  | Leave No Trace                      | 4:52  |
| 3.  | Inner Silence                       | 3:40  |
| 4.  | One Last Goodbye                    | 6:03  |
| 5.  | Are You There?                      | 5:18  |
| 6.  | Angelica                            | 5:00  |
| 7.  | A Natural Disaster                  | 6:20  |
| 8.  | Temporary Peace                     | 5:10  |
| 9.  | Flying                              | 6:27  |
| 10. | Unchained (Tales Of The Unexpected) | 4:18  |